# Neotangia mitrata
Neotangia mitrata är en insektsart som beskrevs av Ronald Gordon Fennah 1945. Neotangia mitrata ingår i släktet Neotangia och familjen Tropiduchidae. Inga underarter finns listade i Catalogue of Life.